# Blanca Álvarez González
Blanca Álvarez González (Cartavio, 8 de septiembre de 1957 - Oviedo, 14 de febrero de 2021) fue una periodista, escritora y poetisa española. Entre su obra hay poesía, novela y ensayo además de literatura infantil y juvenil.

## Biografía
Cursó estudios de bachillerato en el instituto Padre Feijoo de Gijón y varios cursos de derecho y filología románica en la Universidad de Oviedo. 
Durante años fue conocida como poeta por haber ganado el "Premio Internacional de Poesía huesitos Calderón". Posteriormente inició colaboraciones periodísticas que compaginó con su labor literaria. También colaboró en el diario As como cronista deportiva.
Sus primeras publicaciones iban dirigidas al público adulto: La agonía de los deseos, Las niñas no hacen ruido cuando mueren,  o Sarajevo-Berlín, billete de ida,  en 1999 "El escritor asesino". Primero publicó novelas, ensayos y reportajes. Luego empezó a escribir historias para los más pequeños.
Con Milú, un perro en desgracia, entró en el White Ravens 2001. En 2002 con Caracoles, pendientes y mariposas, consiguió el XIII Premio de Literatura Infantil Ala Delta.
En 2003 obtuvo el Premio de la Crítica de Asturias por El puente de los cerezos, que fue seleccionado al año siguiente por las Bibliotecas Nacionales de Venezuela como el mejor libro editado en castellano. Esas mismas Bibliotecas seleccionaron en 2007, con los mismos criterios, otro libro de la autora, Palabras de pan. 
En 2005 obtuvo el Premio Destino Infantil Apel·les Mestres 2005 con Witika, hija de los leones. Le siguieron El collar de penas en Pearson, Búscame en África  y Una tropa de hermanos,  en Planeta Oxford, Las costuras del guante,  en Anaya, El curso en que me enamoré de ti y en 2008 Periodistas, búlgaros y rubias,  una novela de literatura juvenil, que trata sobre la desaparición de un conocido futbolista, en la que hay una extraña influencia de la mafia búlgara.
En 2009 escribió su nuevo libro titulado Ópalo. En 2010 salió a luz El Club de los asesinos límpios,  lectura recomendada para 2.º Ciclo de Enseñanza Secundaria Obligatoria, ESO. En 2011 publicó La verdadera historia de los cuentos populares, un ensayo que analiza el sentido de los cuentos populares en el momento en el que fueron creados y cómo sus argumentos se pueden trasladar a la actualidad.
En 2014 publica "Todos los héroes han muerto", que trata el tema de la búsqueda, iniciada por el intento, el deseo de darle al abuelo la tranquilidad perdida.
En 2015 publicó la novela Las herejes, que fue presentada en Oviedo en noviembre del mismo año por la filósofa Amelia Valcárcel. y "El Capitán Han" ISBN 978-958-724-350-5 de Editorial Libros&Libros, Bogotá, Colombia.
En 2016 continúa con dos nuevas novelas, "El Palmeral de Lilith"  y "Yo te cuido, Elena". 
En 2017, "Los gatos se enamoran en carnaval", colección "Luz del Mundo", Ecuador, ISBN 978-15-659-2457-6. "Babalumba", Colección "Luz del Mundo", Ecuador. "Rebelde sin casa", editado en México, ISBN 978-60-724-0685-8, y "Kaos", editado en Colombia. "Fiebre de Guerrero", (Colombia) pendiente de ISBN.
Fue autora de más de ochenta obras, que abarcan novela, poesía, ensayo, reportaje y literatura infantil y juvenil.
Murió en Oviedo el 14 de febrero de 2021.

## Premios y reconocimientos
- Premio Internacional de Poesía, Premios Cálamo.
- White Ravens 2001 con "Milú, un perro en desgracia".
- 2002, XIII Premio Ala Delta por "Caracoles, pendientes y mariposas".[10]
- 2004, Bibliotecas Nacionales de Venezuela elige a su libro "El puente de los cerezos", como el mejor libro editado en castellano.
- 2004, Premio de la Crítica de Asturias.
- 2005, Premio Destino Infantil Apel·les Mestres 2005.
- 2007, Finalista en el premio Lazarillo con "El maleficio de la espina" Ed. Destino.
- 2007, "Palabras de pan" es elegido por las Bibliotecas Nacionales de Venezuela, de nuevo, como el mejor título editado en castellano.
- 2012, Premio Anaya de Literatura Infantil y Juvenil, por su novela infantil "Aún te quedan ratones por cazar".[11]